# Wojciech Kałdowski
Wojciech Kałdowski (ur. 16 kwietnia 1976 w Miastku) – polski lekkoatleta, średniodystansowiec. Zawodnik Baszty Bytów, AZS-AWF Gdańsk oraz Lechii Gdańsk.

## Najważniejsze osiągnięcia
- Olimpijskie Dni Młodzieży Europy 1993: złoty medal – 800 m (1:51,90);
- Mistrzostwa Europy juniorów 1995: brązowy medal – 800 m (1:47,67);
- Halowe mistrzostwa Europy 1996: brązowy medal – 800 m (1:48,40).
- Mistrzostwa Europy 1998: 6. miejsce - 800 m (1:46,60).

2-krotny mistrz Polski na 800 m (1996, 1999), halowy mistrz kraju w tej konkurencji (1997) oraz na 1500 m (2000 i 2001).

## Rekordy życiowe
Na stadionie
- bieg na 800 metrów – 1:45,56 s. (6 sierpnia 1999, Sopot) - 14. wynik w historii polskiej lekkoatletyki[2]
- bieg na 1000 metrów (stadion) – 2:19,52 s. (24 maja 1998, Jena)
- bieg na 1500 metrów – 3:43,00 s. (8 lipca 2000, Bydgoszcz)

W hali
- bieg na 400 metrów – 49,81 s. (21 lutego 1999, Spała)[3]
- bieg na 800 metrów – 1:47,02 s. (30 stycznia 2000, Dortmund) - 6. wynik w historii polskiej lekkoatletyki, wynik ten do 2002 był halowym rekordem Polski[4]
- bieg na 1000 metrów – 2:19,18 s. (3 lutego 1999, Erfurt)
- bieg na 1500 metrów – 3:47,54 s. (1996, Spała)